# Hippotion leucocephalus
Hippotion leucocephalus är en fjärilsart som beskrevs av Johannes Karl Max Röber 1929. Hippotion leucocephalus ingår i släktet Hippotion och familjen svärmare. Inga underarter finns listade i Catalogue of Life.